# Ludolf (Reichsschultheiß)
Ludolf (Lebensdaten und Familienname nicht bekannt) war 1230–1236 Reichsschultheiß von Frankfurt am Main und 1227–1237 Burggraf der Reichsburg Friedberg.
In älterer Literatur wurde er der Familie derer von Praunheim zugerechnet. Diese Zuweisung ist aber unzutreffend.